# Cordão de Bichos
O Cordão de Bichos é um folguedo tipicamente paraense apresentado geralmente durante os festejos juninos. Está intimamente relacionado com o Cordão de Pássaros, do qual se argumenta ter sido o predecessor, com ocorrência registrada principalmente nos municípios de Curuçá, Altamira e na Ilha de Marajó.
Há um tradicional "Cordão dos Bichos" em Tatuí, São Paulo, mas trata-se de um grupo carnavalesco, sem nenhuma relação com o Cordão de Bichos paraense.

## Histórico
O mais importante registro etnográfico sobre a ocorrência do Cordão de Bichos no estado do Pará, ocorre em 1934, quando Jorge Hurley os descreve como grupos que se apresentavam durante o mês de junho no município de Curuçá. Na primeira década do século XXI, contudo, não havia mais nenhum destes em atividade na região, tendo sido substituídos por outras manifestações culturais como boi-bumbá, quadrilha e grupos de carimbó.
A primeira referência, contudo, é do naturalista inglês Henry Walter Bates, que percorreu a Amazônia em meados do século XIX, e assim relatou seu encontro com um Cordão de Bichos na atual Tefé, Amazonas:
A maioria dos mascarados se fantasiam em animais, touros, veados, magoaris, onças, etc., com auxílio de leves armações, cobertos de velhos panos
Ainda sobre os cordões de Curuçá, Jorge Hurley escreveu:
A orquestra quase sempre executa "músicas de orelhas" e compõem-se de violões, violas, cavaquinho, clarinete, flauta de imbaúba, figurando em algumas também a “onça” que, no ronco, se confunde com o violoncelo. [...] As músicas saltitantes e harmoniosas perduram, porém nos dançarás, bagunças, no assobio dos garotos e nas cantigas das crianças, até que surjam outras novas, nas vindouras festas de São João
Sendo que por "músicas de orelhas" refere-se a tocar sem partitura musical.
Em Belém, um dos mais conhecidos cordões de bichos é o "Tem-Tem" de Icoaraci, fundado em 1930 por Manoel da Silva, estudioso do folclore.

## Apresentação
A disposição dos participantes é semelhante a do Cordão de Pássaro tradicional (interiorano), com os "brincantes" lado a lado em semicírculo, somente ocupando o centro do espaço quando vão se apresentar.

## Enredo
Da mesma forma como no Cordão de Pássaros tradicional e no boi-bumbá, a trama gira em torno da morte e ressurreição do animal ou personagem que dá nome ao cordão.

## Personagens
Cordões de Bichos e de Pássaros compartilham os mesmos personagens e quadros, como a maloca, a "matutagem", e a macumba ou pajelança.